# ناصر كمال
ناصر كمال هو دبلوماسي مصري، ولد في يوليو 1959.